# Leucozona strandi
Leucozona strandi är en tvåvingeart som först beskrevs av Oswald Duda 1940.  Leucozona strandi ingår i släktet lyktblomflugor, och familjen blomflugor. Inga underarter finns listade i Catalogue of Life.